# Ensilage

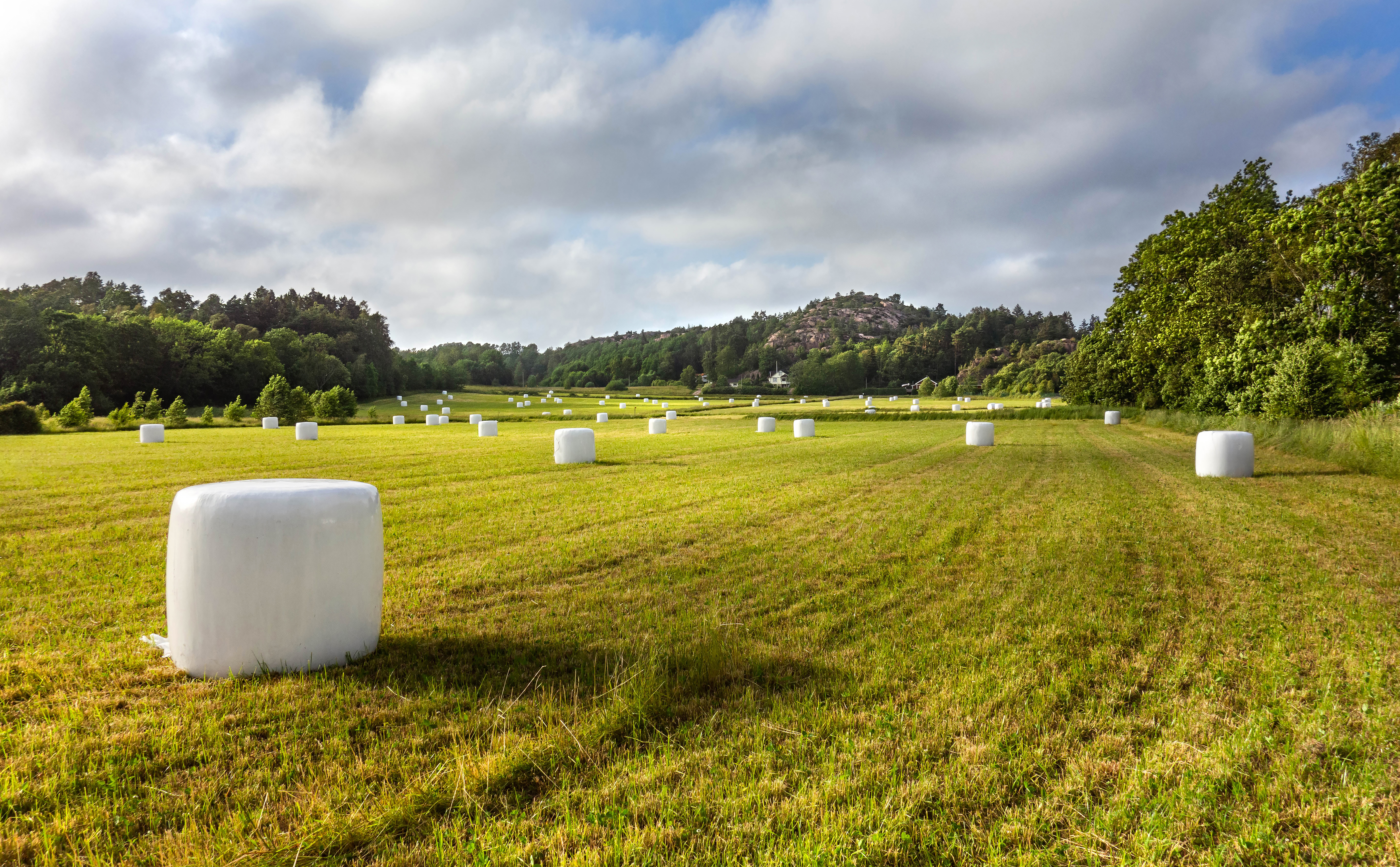
Ensilage i rundbalar i Brastad

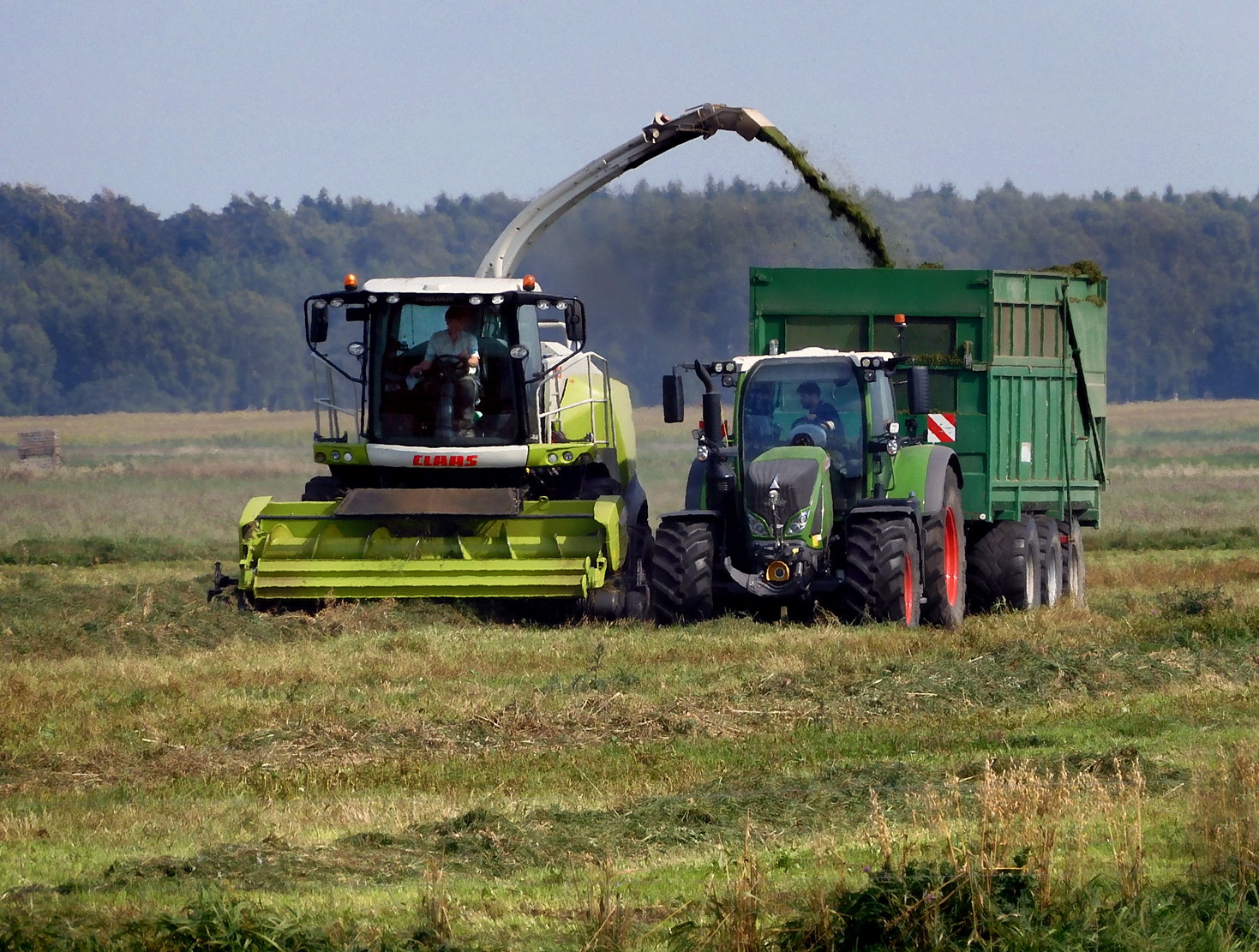
En fälthack och fältvagn tar upp vallväxter till ensilage på Öja mosse i Ystad 2021.

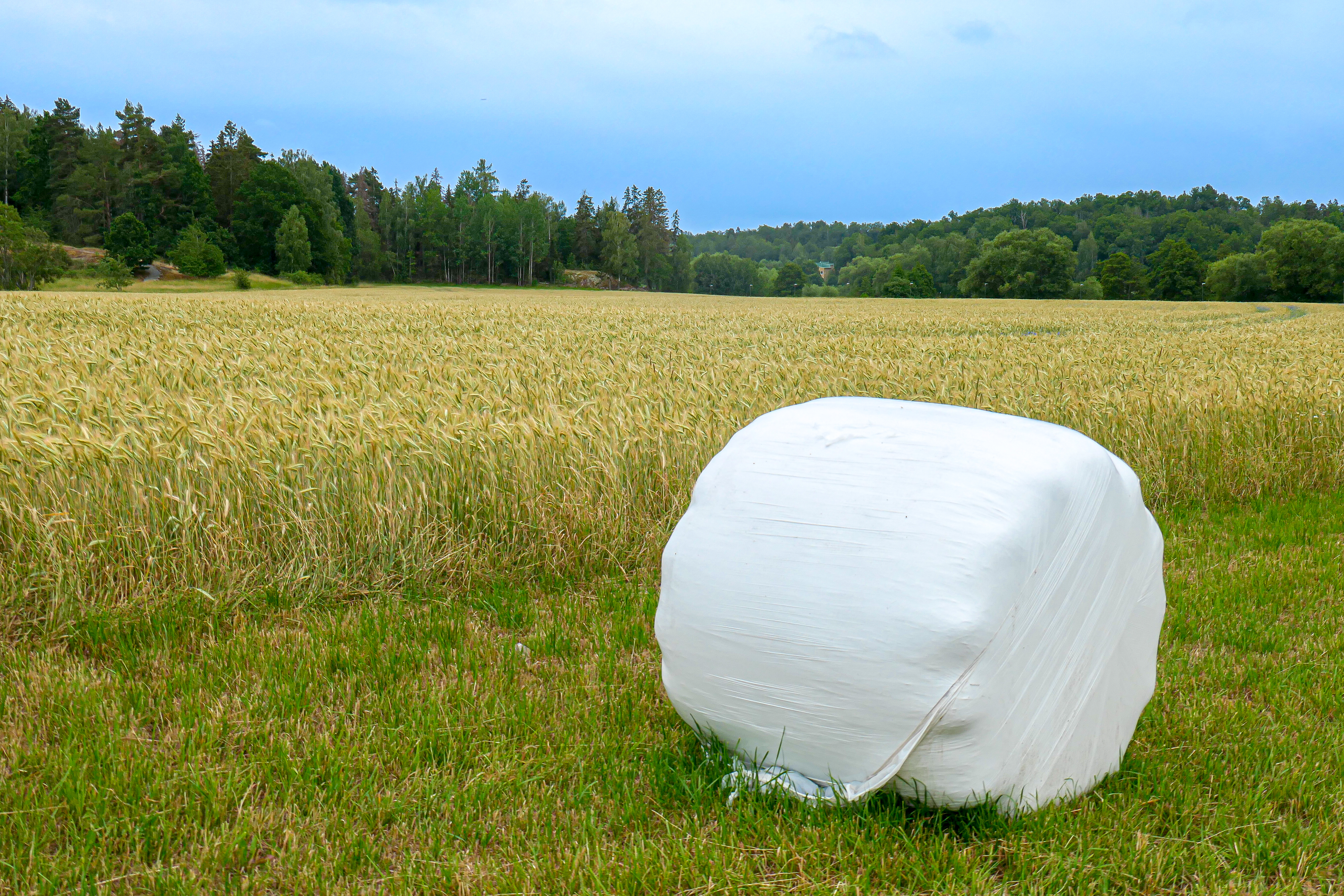
Ensilage vid en kornåker i Linköping 2023.

Ensilage (tidigare pressfoder) är djurfoder som konserverats genom fermentering.
Konservering sker genom att den naturligt förekommande mjölksyran får fodret (vallväxterna) att jäsa i en anaerob miljö (utan tillgång till syre). Förutom grönmassa från vallodling förekommer det att andra fodermedel som exempelvis grönfoder och majs ensileras. Ensilage kan lagras på flera olika sätt. I tornsilor, plansilor, "limpor", "korvar" och som balar.
Ensilage är ett mer mindre arbetskrävande foder än hö och används idag i storskaliga sammanhang. Ensilage är den vanligaste typen av grovfoder, särskilt i mjölkproduktionen.

## Tillverkning
Vid tillredning av ensilage är det vanligt att råvaran, som vanligen består av en blandning av olika vallväxter i samband med skörden finfördelas av en hack. Detta gör att ensilaget blir lättare att packa och att möjligheterna till syretillträde därigenom minimeras. För att ytterligare förbättra möjligheterna för en framgångsrik ensileringsprocess tillförs ibland grödan tillsatsmedel som sänker pH-värdet, motverkar oönskade mikroorganismer eller gynnar mjölksyrabakterierna. Det klassiska tillsatsmedlet, som för övrigt även är godkänt för användning i ekologiskt jordbruk, är ren myrsyra. Då tillsatsmedel används, appliceras detta i regel med spraymunstycken i samband med hackningen.

## Metodik
I huvudsak finns det tre tillvägagångssätt som används vid ensilering i det svenska jordbruket. Rund- och fyrkantbalar, plan- och tornsilor har dock på senare[när?] tid fått konkurrens av utrustning som producerar långa plastinslutna "korvar" med ensilage.

### Balar
Rundbalspressar pressar rundbalar som förseglas med fyra till åtta lager sträckfilm.  Dessutom är utfodring svår att rationalisera då balarna måste hanteras en och en med lastmaskin.
Ensilagebalar kan även utformas i form av fyrkantiga balar, lika de klassiska höbalarna, men "i jätteformat". Kallas för storbalar. Då kan även två storbalar plastas in tillsammans om inplastaren är konstruerad för det.
Metoden medför i princip inga anläggningskostnader men har höga löpande kostnader (plasten). Använd plast är en restprodukt som måste tas omhand på adekvat sätt.

### Plansilo

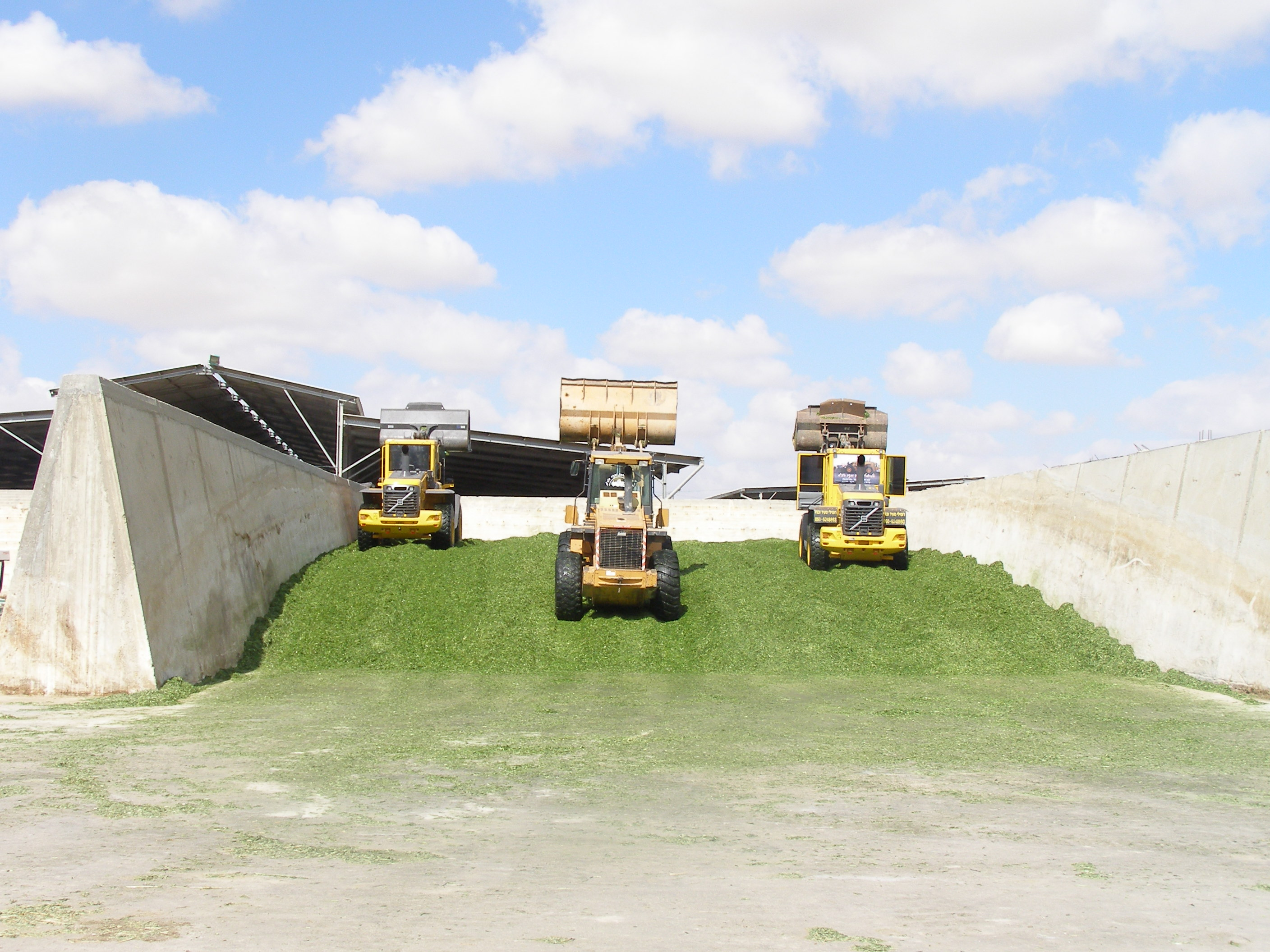
Gräset läggs i plansilon och packas hårt med hjälp av hjullastare

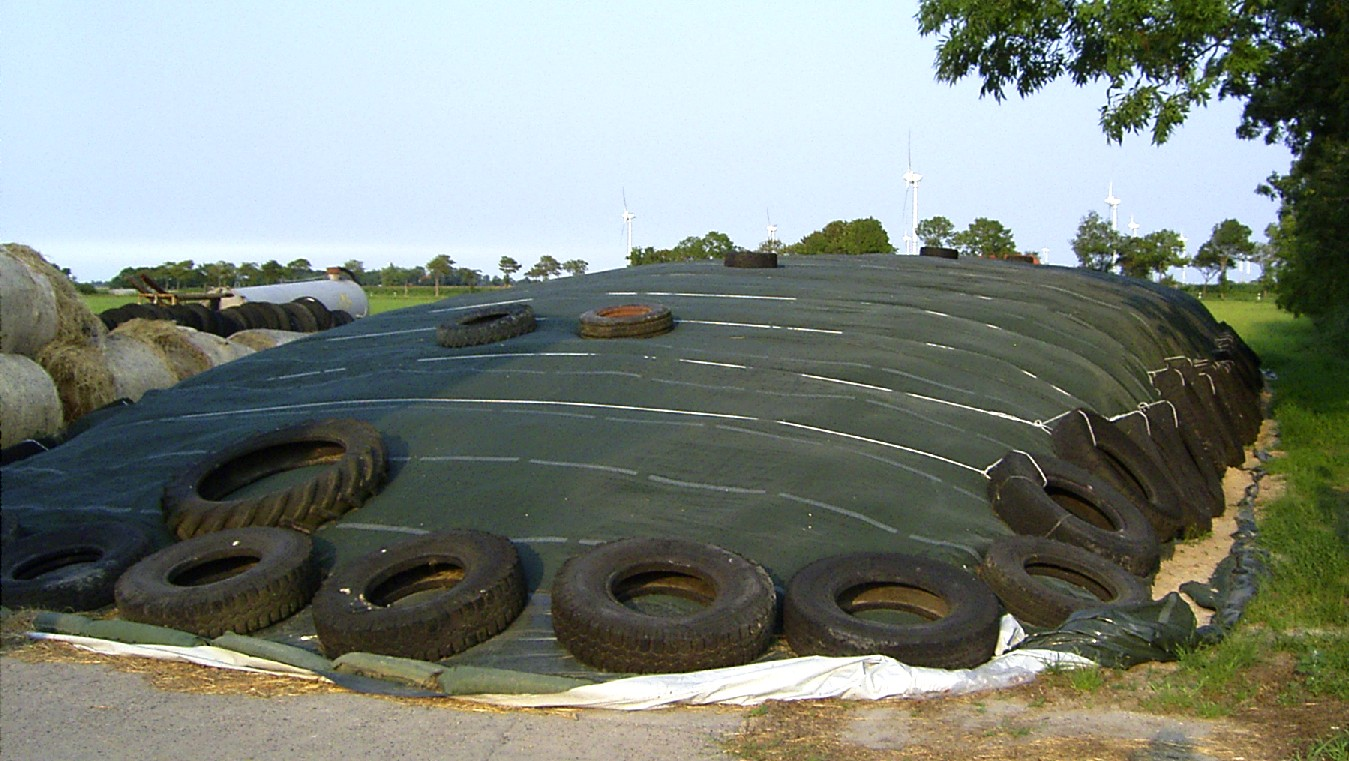
Planlagring av ensilage täckt med plast och presenning som förhindrar syretillförseln

Plansilor är typiskt långsmala, två till fyra meter höga, öppna fack, oftast utförda i betong. Grönmassan lastas av i jämna skikt i facket och packas undan för undan med hjälp av traktor eller lastmaskin. När facket har fyllts täcks grönmassan med plastfilm för att förhindra syretillförsel. Vid uttagningen används i regel en lastmaskin eller traktor med frontlastare som bitvis "gnager" av ensilaget från fackets ena kortsida. 
Vid dimensionering av plansilor tar man hänsyn till att den aktuella djurbesättningens foderbehov ska räcka till för en uttagningstakt som är tillräckligt stor för att varmgång aldrig ska hinna uppstå i öppnade fack. Trots detta, och trots att ensileringsmedel regelmässigt används vid plansiloensilering, är det vanligt att cirka 10% av fodret kasseras av kvalitetsskäl. 
Plansilosystem, särskilt med flera fack, har hög inläggningskapacitet och är lämpliga för stordrift.

### Tornsilo
Ensilering i runda tornsilor av stål ger ofta ensilage av mycket hög kvalitet. Dessutom är det möjligt att fullständigt mekanisera uttagningen av foder ur silon. En annan fördel är de mycket höga densiteter som kan uppnås i höga torn.
Vid både inläggning och uttagning används en elektrisk så kallad fylltömmare som roterar på ensilagets yta i tornet. Under inläggningen svarar fylltömmaren för att materialet fördelas jämnt över hela tornets tvärsnittsarea, medan maskinen under uttagningen istället används för att riva loss det hårt packade ensilaget. Transporten sker i båda fallen med fläktar som kastar respektive suger materialet genom teleskopiska rör.
Det finns äldre typer av torn, ofta utförda i betong eller trä, som inte motsvarar den ovan angivna beskrivningen. Dessa silor används dock allt mindre och har i svenskt lantbruk sedan 1980-talet i stort sett ersatts av moderna stålsilor.
De största tillverkarna av ensilagetorn på den svenska marknaden är tyska Neuro (blåfärgade ståltorn) och svenska Bjurenwall AB (torn utförda i obehandlat rostfritt stål).

## Historia
Redan romarna ordnade gropar med ensilage längs sina härvägar som foderreserv åt hästarna. I början av 1900-talet förekom ensilage av betmassa och vallfoder i Sverige, men tekniken väckte större uppmärksamhet först med Artturi Virtanens AIV-foder, som bygger på att man tillsätter starka syror. Mjölksyra är dock mycket mera lätthanterligt än den starka AIV-syran, och med denna metod konkurrerade ensilaget ut höberedningen som konserveringmetod.